# 大山積神社 (新居浜市)
大山積神社（おおやまづみじんじゃ）は、愛媛県新居浜市角野新田町にある神社。住友グループの守護神で、新居浜市や住友グループの礎を作った別子銅山の守護神が奉られている。
境内には別子銅山記念館が整備されており、山根公園にも隣接している。境内から新居浜市山根市民グラウンドを臨む、新居浜市街を一望できる位置に鎮座する。

## 祭神
- 大山積神
- 倉稲魂命（古事記では大山積神の孫にあたる。稲荷神）

神社系列としては、三島・大山祇信仰と稲荷信仰の系列に属する。

## 歴史
大山積神社の歴史は、1691年の別子銅山開坑に始まる。同時期に大三島の大山祇神社より勧請・創建された。全国の鉱山に勧請された鉱山型大山祇神社（三島・大山祇信仰）の中でも古い社の一つであり、大三島の大山祇神社発行の資料によると、1605年の佐渡金山の大山祇神社に次いで創建が早い。鉱夫が入抗する際には、必ず坑口に奉られる御祭神を拝礼したという。
当初は別子山村足谷の縁起の端に位置していたが、1893年に足谷の目出度町に遷座。1927年には新居浜市内に移転し、内宮神社境内に仮遷座のち、1928年に現在地にと、採掘が海側に移動するにつれ遷座していった。現在地に移った翌年には、磯浦町にあった住友グループ各事業の守護神も移された。
1973年に別子銅山は閉山するが、現在も住友グループ各社により祭祀が行われている。新年祭や例大祭は新居浜在所のグループ各社の参列が習わしである。所有・管理は別子銅山を経営し、現在でも多数の鉱山を操業する住友金属鉱山が行っており、本社屋上や各事業所にも大山積神社が勧請されている。
1975年、住友グループ21社により境内に別子銅山記念館が整備された。

## 境内
- 本殿拝殿
- 大鉑 - 拝殿の向って右にある。毎年奉納されていた巨大な銅鉱石。展示されているのは1973年に奉納された最後のもの。
- 奥の宮社 - 本殿から100mほど上がって東に100mほどで石鳥居の先にあり、背後から新居浜市を一望できる。生子山（煙突山）の頂上にあたる。

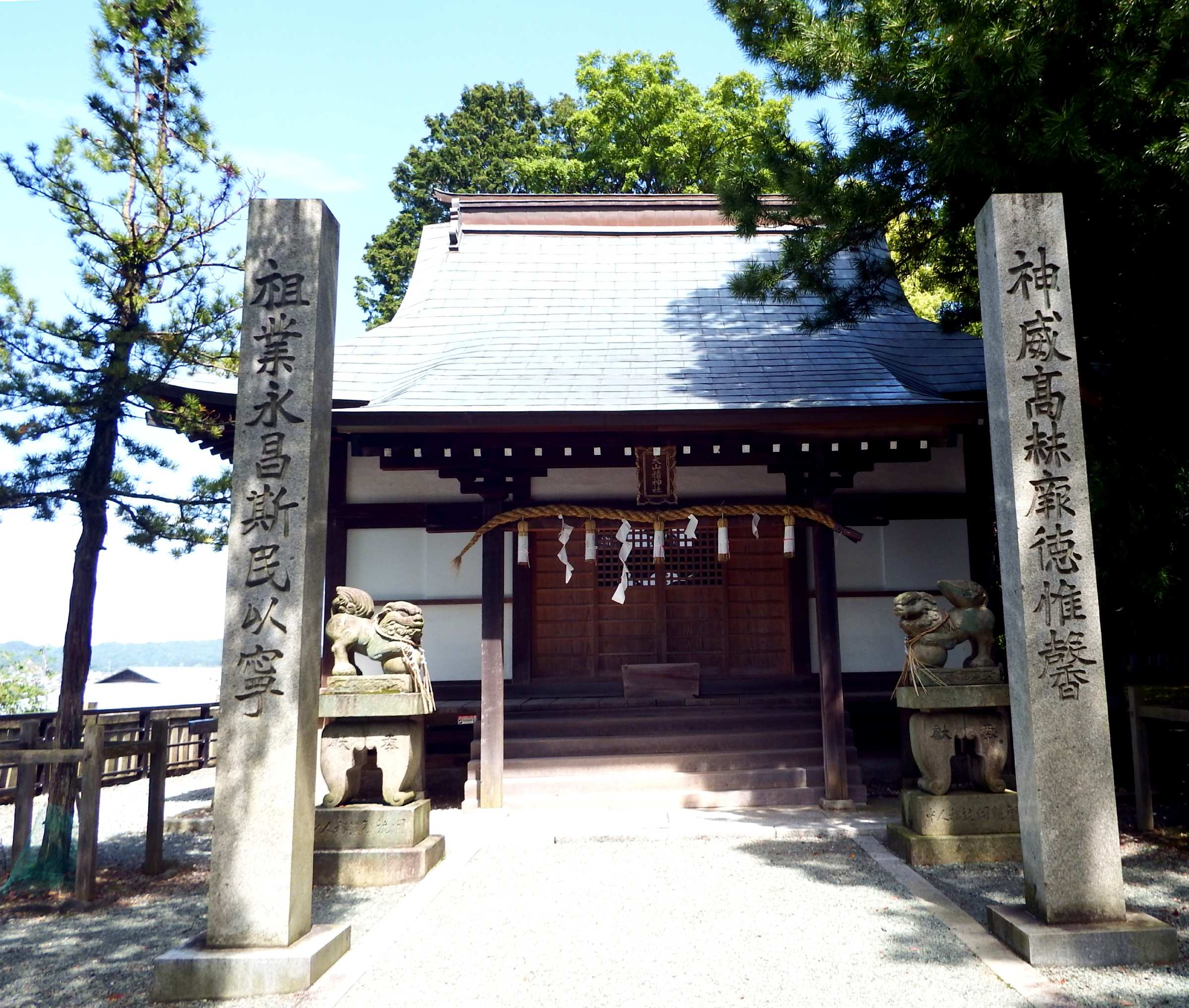
拝殿
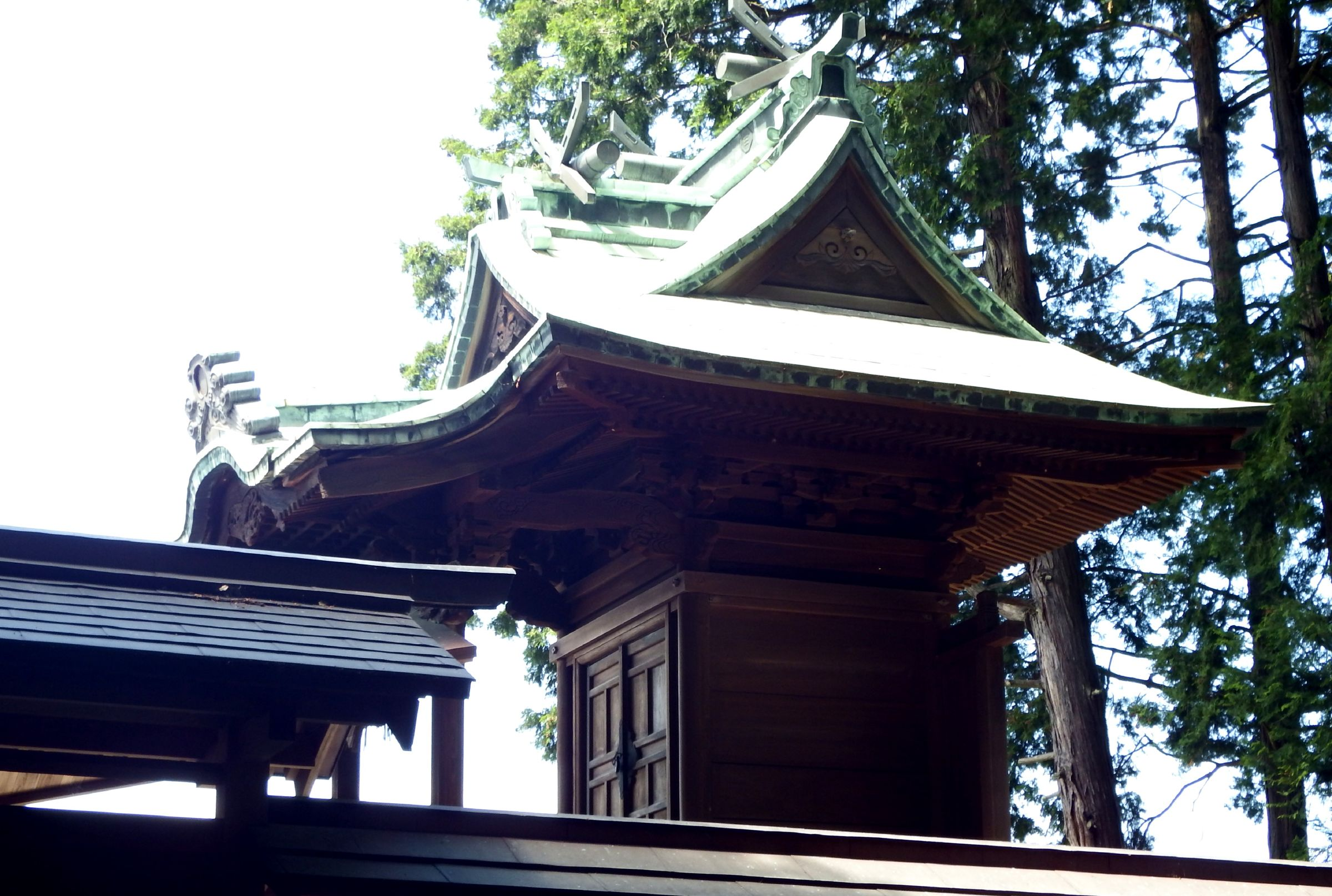
本殿
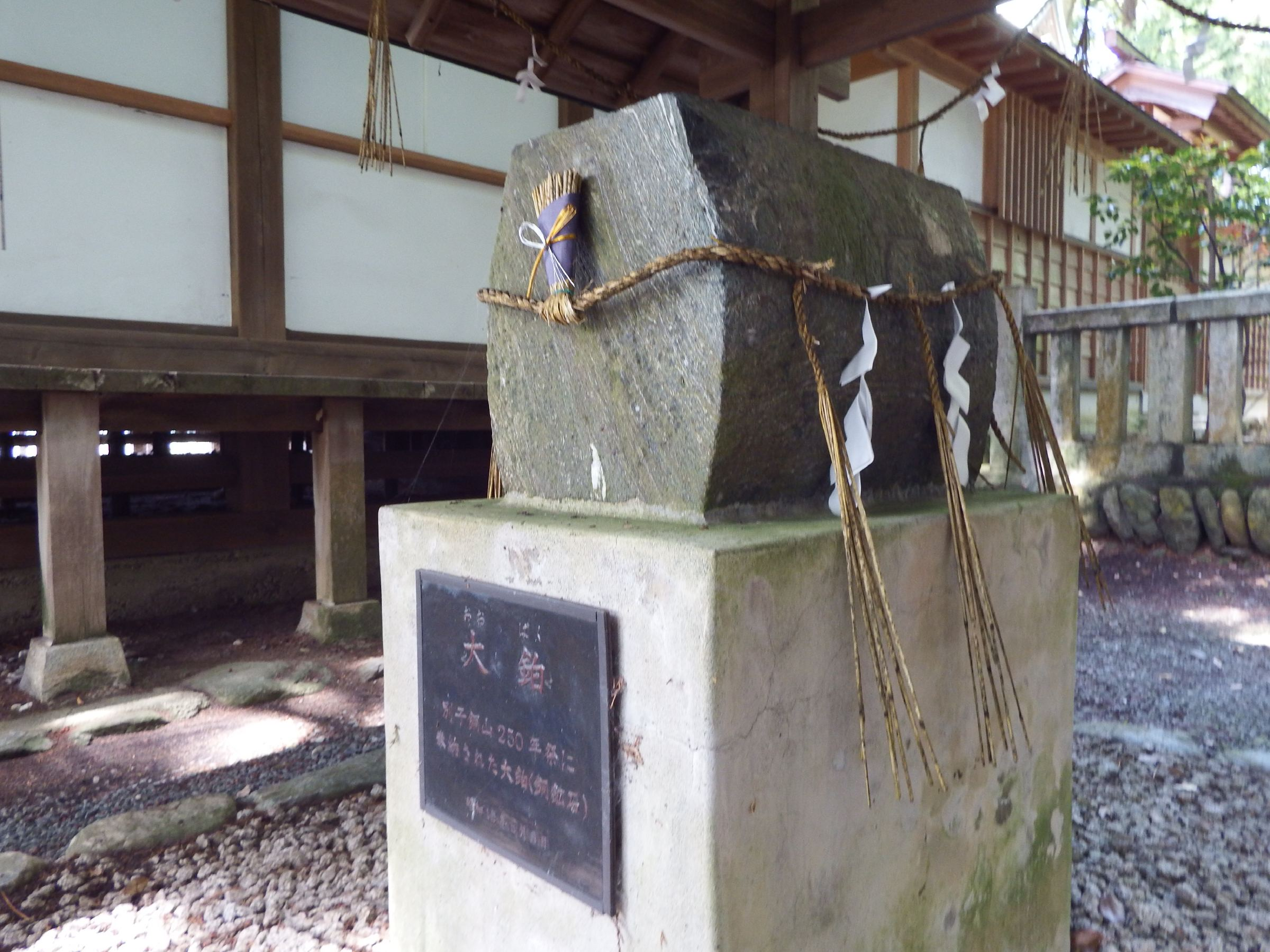
大鉑
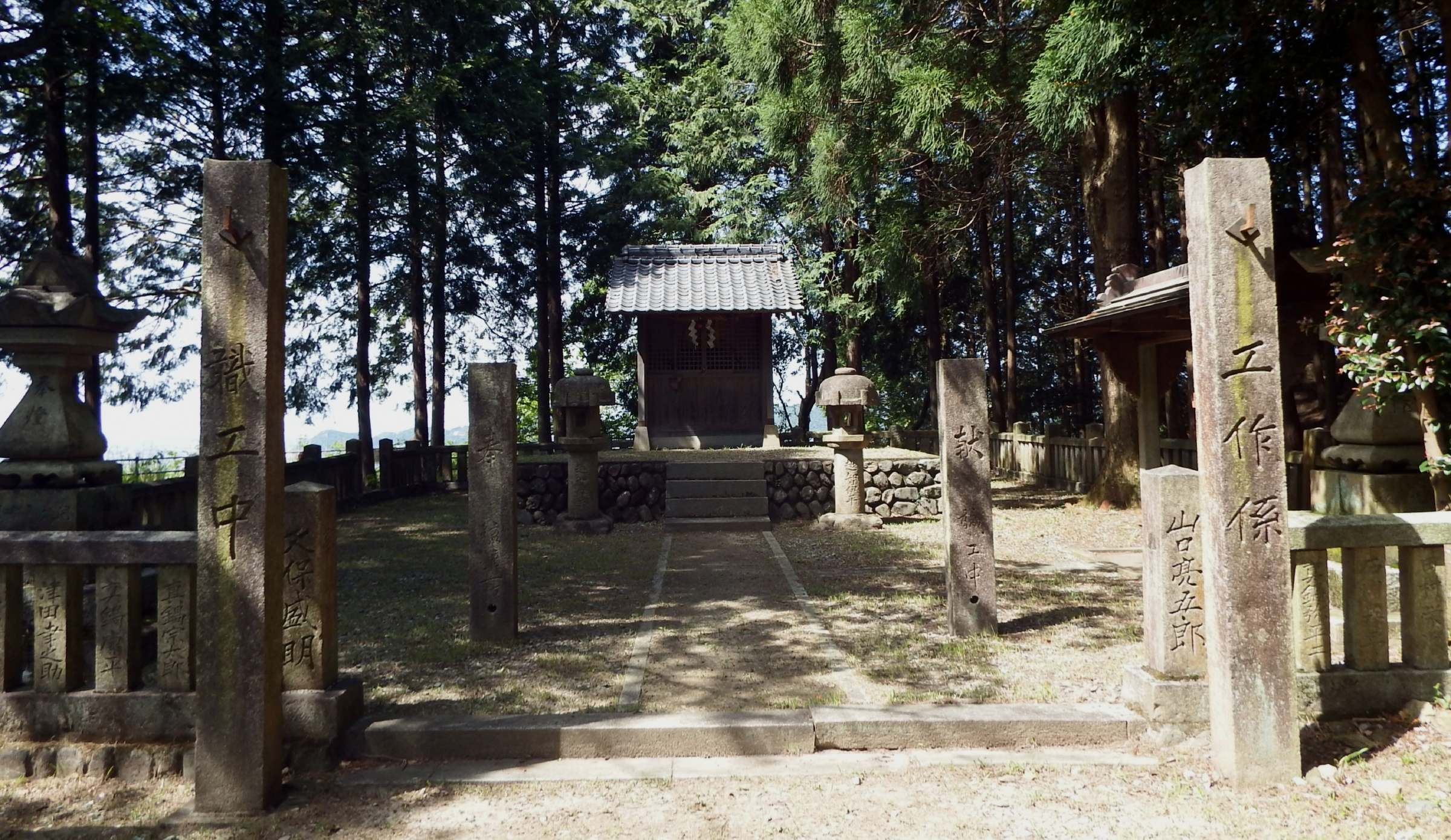
奥の宮社

## 付近の関連構造物
- 別子銅山記念館 - 境内にある博物館

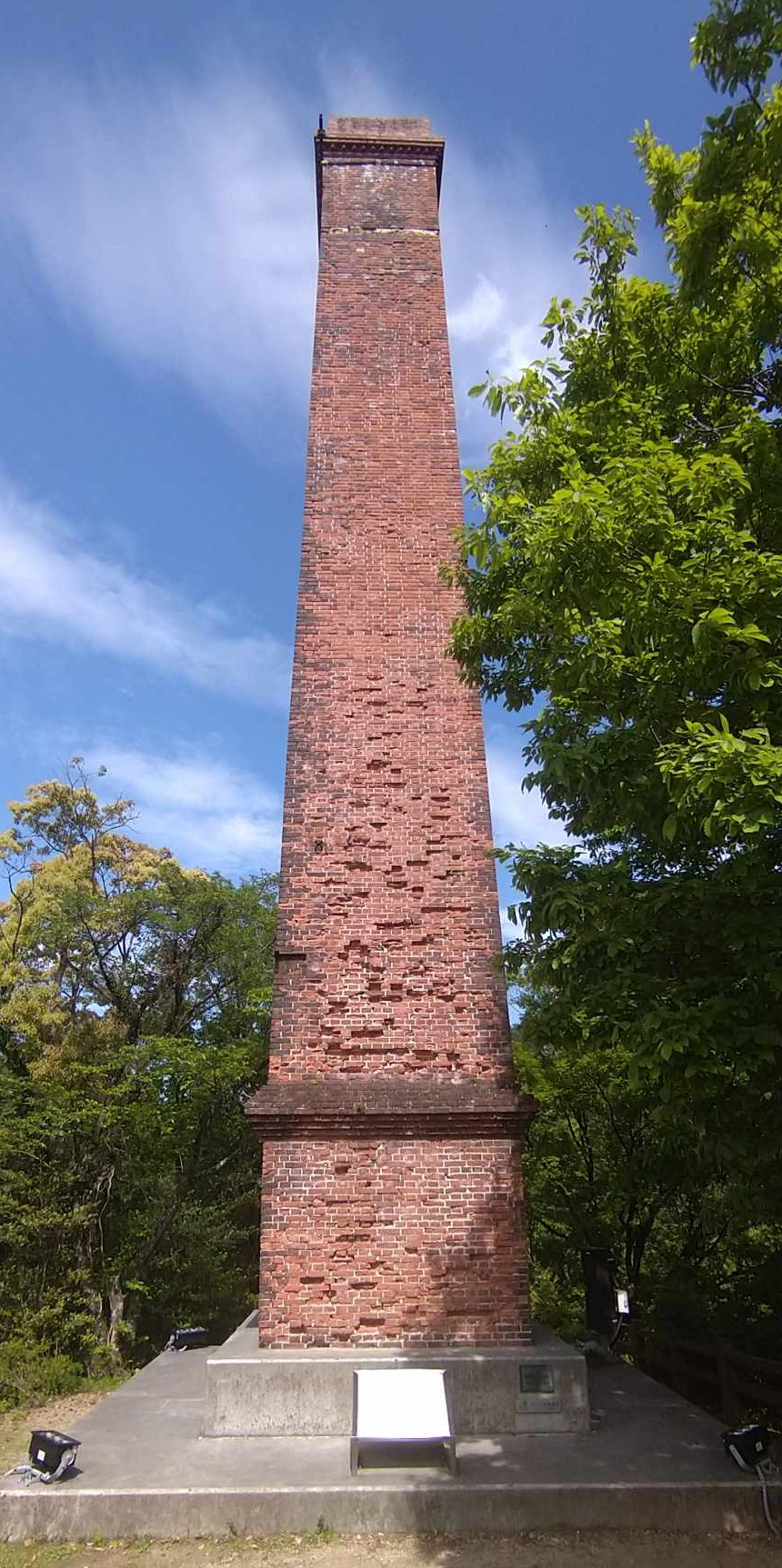
銅精錬所の煙突

- 蒸気機関車・かご電車 - ドイツ・クラウス社製で、初代坊ちゃん列車と同型のものである。鉱山鉄道用に実際に使用されていた。
- 煙突山の煙突（旧山根製錬所煙突） - 本殿から100mほど上がって西に100mほど。国の登録有形文化財